# Жељко Јовановић
Жељко Јовановић (Ријека, 26. новембар 1965) је универзитетски предавач, здравствени радник и политичар. Бивши је министар науке, образовања и спорта Владе Републике Хрватске.

## Биографија
Основну и средњу школу је завршио у Ријеци. Докторирао је на Медицинском факултету у Ријеци 1990. године. Две године је био председник Факултетског одбора савеза студената, а последњу годину и проректор-студент. До 1991. године стажирао је у Дому здравља у Ријеци. У то виме је био и наставник на замени из биологије и хемије у Првој хрватској ријечкој гимназији. У време Рата у Хрватској био је у два наврата лекар и водитељ санитета 133. бојне бригаде Хрватске војске. На Медицинском факултету магистрирао је 1995. године из подручја клиничке патофилизогије. До 1997. године био је доктор у тиму Установе за хитну медицинску помоћ у Ријеци. Од 1997. до 2006. године, прво као стручни сарадник, па водитељ развоја производа те директор ванболничног програма, је био у хрватсом представништву швајцарске компаније за здравствено осигурање Хофман Ла Рош (F. Hoffmann-La Roche). Четири године, до 2004, био је председник ријечког одбора за борбу против болести зависности.
У Ријеци је 2005. године докторирао на Медицинском факултету интерну медицину и магистрирао на Економском факултету на пољу маркетинга. Усавршавао се на програмима лондонске послобне школе (2003) и француског ИНСЕАД-а (2004) на подручјима маркетинга и мендџмента. Био је председник управног одбора Дома за старије одобе у Ријеци од 2001. до 2009. године и председник надзорног одбора ријечеке телевизије од 2005. до 2008. године. Три године, до 2007, био је одговорна особа за праћење нуспојава лекова у представништву америчког Џенерал електрик хелткера (General Electric Healthcare) у Хрватској. После је две године био директор развоја тржишта у представништву америчке фармацеутске компаније Шеринг Плау(Schering-Plough) у Хрватској.
Био је члан уредништва часписа Хрватског лекарског збора „Медицина“ из Ријеке од 2002. до 2006. године. После 2005. године био је спољни сарадник на колегију Основе маркетинга на Економском факултету у Ријеци (до 2010) и на колегију Маркетинг и лекови на Медицинском факултету у Ријеци (до 2011). Био је асистент на Катедри за фармакологију Медицинског факилтета из Осијека у наставној бази у Опатији од 2007. до 2011. године. Од 2011. године је доцент у научном подручју биомедицине и здравства (научно поље медицинске науке, научна грана фармакологија и токсикологија) на Катедри за фармакологију Медицинског факултета Универзитета у Осијеку.
Аутор и коаутор је 50-ак конгресних саопштења, стручних и научних радова и поглавља у књигама из подручја клиничке медицине, фармакологије, фармације и менаџмента. Члан је Хрватске лекарске коморе, Хрватског друштва за дебљину и Хрватског друштва за клиничку фармакологију. Добитник је награде Ректора Универзитета у Ријеци за најбољег студента 1990. године.
Ожењен је и отац једног детета. По националности је Србин.

### Политичка каријера
Члан је Социјалдемократске партије Хрватске од почетка. На првим демократским вишестраначким изборима 1990. године изабран је у Сабор СР Хрватске. Од 1993. до 2009. године је био члан скупштине Града Ријека где је последњих пет био потпредседник скупштине. У главном одбору СДП-а је од 2008. године. Био је заменик ријечког градоначелника од 2009. до 2011. године.
За посланика у Хрватском сабору изабран је на шестим парламентарним изборима 2007. године. За време овог мандата био је председник Националног већа за праћење спровођења стратегије сузбијања корупције као и Одбора за здравство и социјалну политику и Одбора за представке и жалбе Хрватског Сабора.
На седмим парламентарним изборима 2011. године поново је изабран у Сабор. После Избора мандат за састављање хрватске Владе поверен је Зорану Милановићу, кандидату Кукурику коалиције, који га је изабрао за министра науке, образовања и спорта 23. децембра 2011. године.
Добитник је повеље Хрватског сабора поводом 20. годишњице конституисања вишестраначког првог Сабора.